# Права ЛГБТ в Казахстане
Лесбиянки, геи, бисексуалы и трансгендерные люди (ЛГБТ) в Казахстане могут столкнуться с юридическими проблемами, с которыми не сталкиваются жители, не принадлежащие к ЛГБТ. Гомосексуальные отношения в Казахстане легализованы с конца 1997 года де-факто, с 1998 года де-юре, в том же 1997 году был принят стандартизированный возраст сексуального согласия — 16 лет вне зависимости от сексуальной ориентации. Соблюдение прав и свобод граждан Казахстана, относящихся к ЛГБТ, является актуальной проблемой в современном Казахстане. «Невидимость» и «ущемлённость» представителей ЛГБТ в Казахстане воспринимаются как нормальное явление. С этим связаны проявления агрессии, нетерпимости и политические репрессии в отношении ЛГБТ в Казахстане. Конституция страны определяет Казахстан светским государством, однако большинство казахстанцев исповедуют ислам суннитского толка (ханафитского мазхаба) (55,11 %), который оказывает значительное влияние на восприятие обществом членов ЛГБТ-сообщества.
С начала 21-го века поддержка прав ЛГБТ в Казахстане усиливается. После распада Советского Союза и обретения независимости в 1991 году, казахстанское ЛГБТ-сообщество постепенно стало более заметным и политически более организованным, организовав несколько ЛГБТ-мероприятий в Астане, Актобе, Алма-Ате, Караганде, Костанае, Павлодаре и Усть-Каменогорске. Правозащитники отмечают, что в Казахстане идёт наступление на гражданские права ЛГБТ, сокращается пространство для обсуждения гомосексуальности, вводится цензура в СМИ и происходит преследование инакомыслящих. Большинство граждан Казахстана по-прежнему относятся к ЛГБТ нетерпимо и неуважительно. Трансгендерам разрешено подавать заявления об изменении своего юридического пола с 2003 года. С 2022 года ЛГБТ представителям в Казахстане разрешено открыто служить в армии.
Некоммерческие однополые сексуальные связи между взрослыми (с 16 лет) не являются незаконными в Казахстане, если они добровольные. В то же время однополые пары не имеют прав на такую же правовую защиту как разнополые супружеские пары. Регистрации однополых союзов официально запрещены Кодексом «О браке (супружестве) и семье», который определяет брак как союз исключительно между мужчиной и женщиной. Им запрещено вступать в законный брак и усыновлять детей. В Казахстане нет специального антидискриминационного законодательства, трудового или иного (как, например, на постсоветском пространстве в странах Балтии, Грузии и Украины), которое запрещало бы дискриминацию по признаку сексуальной ориентации во всех сферах. В 2011 году Казахстан был единственной страной в Европе, выступившей против принятия Декларации Организации Объединённых Наций по вопросам сексуальной ориентации и гендерной идентичности.
В крупных городах Казахстана, в первую очередь в Астане и Алма-Ате работают гей-клубы. Также 3 октября 2013 года прошёл впервые день геев в Караганде.

## Законодательство в отношении ЛГБТ
До 1997 года статья 104 «Мужеложство» Уголовного кодекса Казахстана использовалась для преследования мужчин за однополые отношения. Эта статья была унаследована из советского периода. Таким образом, гомосексуальность легальна в Казахстане с 1997 года.
С 2003 года в Казахстане официально разрешены операции по коррекции пола.
С 26 декабря 2011 года в Казахстане, согласно новому кодексу «О браке и семье», законодательно запрещено заключение брака между лицами одного пола. Гомосексуальные пары не могут воспользоваться суррогатным материнством, поскольку это доступно только супружеским парам, состоящим в браке, при заключении договора суррогатного материнства, а именно «нотариально удостоверенного письменного соглашения между лицами, состоящими в браке (супружестве) и желающими иметь ребёнка, и женщиной, давшей своё согласие на вынашивание и рождение ребёнка» (п.п. 35, п. 1, ст. 1, Кодекс о браке и семье).
Согласно Приложению 10 к приказу Министра образования и науки Республики Казахстан «Об утверждении стандартов государственных услуг в сфере семьи и детей» от 13 апреля 2015 года № 198 в числе прочих ограничений для усыновления детей указывается запрет для:
— «лиц, придерживающихся нетрадиционной сексуальной ориентации»;
— лиц мужского пола, не состоящие в зарегистрированном браке (супружестве). Утратил силу приказом № 158 Министра образования и науки РК от 24 апреля 2020 года.
Запрет на службу в органах внутренних дел. Согласно требованиям, предъявляемым к соответствию состояния здоровья лиц для службы в органах внутренних дел, человек не может служить в органах внутренних дел в случае «расстройства личности (F60-F69)», в частности, согласно третьему подпункту (стойкая компенсация личностных реакций) относятся: «признаки расстройства половой идентификации и сексуального предпочтения, сексуальной ориентации…». Утратил силу приказом № 775 Министра внутренних дел РК от 13 ноября 2020 года.
Пункт 2, статьи 14, Конституции Республики Казахстан: «Никто не может подвергаться какой-либо дискриминации по мотивам происхождения, социального, должностного и имущественного положения, пола, расы, национальности, языка, отношения к религии, убеждений, места жительства или по любым иным обстоятельствам».
Трудовой Кодекс РК не включает напрямую в запрете на дискриминацию понятия «сексуальная ориентация» и «гендерная идентичность», но статья о запрете дискриминации в сфере труда содержит открытый список причин («по иным обстоятельствам»), что позволяет говорить, что сексуальная ориентация и гендерная идентичность тоже входит в этот список.

## Попытки ограничения прав ЛГБТ

### Закон «О защите детей от информации, причиняющей вред их здоровью и развитию»
Законопроект разрабатывался с 2012 года. В феврале 2015 года Верхняя палата (Сенат) парламента Казахстана одобрила законопроект «О защите детей от информации, причиняющей вред их здоровью и развитию». К такой информации, среди прочего, законопроект отнёс информацию, «пропагандирующую нетрадиционную сексуальную ориентацию». Сразу же после одобрения законопроект был отправлен на подпись Президенту.
15 мая 2015 года в иностранных СМИ было растиражировано заявление 27 действующих и бывших спортсменов. Они раскритиковали планируемый запрет «пропаганды нетрадиционной сексуальной ориентации в Казахстане» как несоответствующий олимпийскому движению, призвав Международный Олимпийский комитет отказаться от проведения Олимпийских игр-2022 в Казахстане, на которые претендовала страна. Организация Freedom House базируемая в Вашингтоне также призвала отклонить законопроект, заявив, что закон не имеет ничего общего с безопасностью детей, может ещё больше ухудшить и без того плохую ситуацию со свободой слова в Казахстане и будет служить прикрытием для дискриминации и нетерпимости к квир-людям в Казахстане.
17 мая 2015 года Конституционный Совет Казахстана принял нормативное постановление о несоответствии законопроекта Конституции Республики Казахстан «О защите детей от информации, причиняющей вред их здоровью и развитию» и «О внесении изменений и дополнений в некоторые законодательные акты Республики Казахстан по вопросам защиты детей от информации, причиняющей вред их здоровью и развитию». Ведомство отметило, что в законопроекте представлены недостаточно чёткие формулировки, которые могли привести к нарушению ряда конституционных положений. Кроме того между текстами законопроекта на казахском и русском языках оказались разночтения.

### Поправки к законопроекту «О масс-медиа»
5 апреля 2024 года стало известно, что мажилисмены от правящей партии Amanat в рамках рабочей группы над законопроектом «О масс-медиа» предложили поправки, которые бы запретили СМИ писать о ЛГБТ. Предполагалось, что список оснований для приостановления выпуска масс-медиа расширится и будет включать «пропаганду или агитацию нетрадиционной сексуальной ориентации».
10 апреля в сравнительной таблице законопроекта появилась другая поправка, требующая изменений в Уголовный кодекс Республики. По данным из документа, вносились изменения в статью 174 Уголовного кодекса «Разжигание социальной, национальной, родовой, расовой, сословной или религиозной розни». Так, текст статьи после слов «социальной, социальную» предлагалось дополнить словами «в том числе путём пропаганды нетрадиционных сексуальных отношений». Статья 14 закона «О порядке организации и проведения мирных собраний» также должна была включить «пропаганду ЛГБТ» как причину отказа для проведения собрания.
Отдельные члены рабочей группы и независимые эксперты раскритиковали предложения мажилисменов, указав, что в казахстанском законодательстве нет чёткого определения «пропаганды», поэтому любая новость, связанная с ЛГБТ, может поставить СМИ в уязвимое положение. 17 апреля стало известно, что ни одна из предложенных поправок о «пропаганде ЛГБТ» не вошла в итоговую версию законопроекта, который был вынесен для рассмотрения мажилисом во втором чтении.
Дополнительно с принятием закона «О масс-медиа» в законодательстве была закреплена защита «традиционных ценностей». Так, в кодексе «О браке (супружестве) и семье» появились новые принципы брачно-семейного законодательства, направленные на «защиту, сохранение, укрепление и продвижение традиционных семейных ценностей, основанных на укреплении института брака и семьи, отцовства, материнства и детства» и «обеспечение нравственного и духовного воспитания детей в духе уважения к общечеловеческим, национальным, традиционным, культурным и семейным ценностям в части, не противоречащей Конституции Республики Казахстан и законодательству Республики Казахстан».
В июне в Министерстве культуры и информации заявили, что в Казахстане будет создан новый вид мониторинга за нарушением нравственных, культурных и семейных ценностей. Если по результатам такого мониторинга будет выявлено нарушение законодательства, то Минкульт будет принимать меры по ограничению или по запрету доступа к такому контенту. При этом вице-министр информации и культуры Канат Искаков уточнил, что по итогам нарушения этических норм уполномоченный орган никаких санкций применять не собирается, хоть и будет рекомендовать «заменить такой материал или исправить».

### Петиция о «запрете пропаганды ЛГБТ»
29 мая 2024 года на официальном государственном портале E-Petition председатель «Казахстанского союза родителей» Багила Балтабаева опубликовала петицию «Мы против открытой и скрытой пропаганды ЛГБТ в РК!». В тексте петиции автор призвала принять в Республике «закон о полном запрете открытой и скрытой пропаганды ЛГБТ», а также привела в пример аналогичные законы о «запрете гей-пропаганды» в Узбекистане и России. Петиция собрала необходимый порог в 50 000 подписей 9 июня, после чего была направлена на рассмотрение в Министерство культуры и информации.
По сообщениям СМИ, процесс сбора подписей сопровождался давлением на работников акиматов, школ и поликлиник. Сотрудникам госучреждений приходила рассылка с требованием оставить голос за две петиции: «против пропаганды ЛГБТ» и «за запрет госслужащим посещать казино», после чего прислать подтверждающие скриншоты. Министр культуры и информации РК Аида Балаева назвала такие сообщения «слухами».
В состав рабочей группы по рассмотрению петиции вошли представители СМИ, депутаты парламента, общественные деятели и представители неправительственных организаций. Также во время заседаний свои позиции представили госорганы: Министерство внутренних дел, Министерство здравоохранения и Министерство просвещения Республики выступили за удовлетворение петиции. Так, например, замдиректора департамента организации медицинской помощи Гульнар Сарсенбаева связала «пропаганду ЛГБТ» с внешними факторами:
Влияние рекламы, такого маркетинга на подрастающее поколение очень негативно сказывается на их образе жизни. Пропаганда ЛГБТ может оказать негативное влияние на демографическую ситуацию в стране и сформировать нетрадиционные ценности.
Жанар Секербаева, основательница правозащитной инициативы «Феминита» и участница рабочей группы, отметила, что сторона, выступающая за запрет «пропаганды ЛГБТ», в ходе своих выступлений не предоставила новых или свежих научных исследований, обосновывающих негативное влияние ЛГБТ-сообщества. Как и то, что сторонники не имеют научной и правовой базы в тех доводах, которые они приводили.
После проведения двух заседаний рабочей группы, а также общественных слушаний в Астане, Министерство культуры и информации пришло к решению частично удовлетворить петицию в отношении требований «защитить, оградить подростков и детей от пропаганды и культивирования сексуальных отношений». То есть рассмотреть необходимость введения ограничений на распространение среди детской аудитории сексуализированного контента. Дополнительно госорган предложил организовать научно-исследовательскую работу по вопросу ЛГБТ в Казахстане в 2024—2025 годах.

#### Критика петиции
После принятия петиции на рассмотрение активисты и правозащитники обратили внимание, что административный процедурно-процессуальный кодекс Республики запрещает петиции, которые могут повлечь за собой нарушение прав и свобод человека и призвали подавать жалобы в Минкульт. В ответ на обвинения госорган разъяснил, что петиция не противоречит никаким принципам, указанным в законе и не содержит в себе предложений, которые могут повлечь за собой нарушение прав и свобод человека и гражданина.
К критике петиции также присоединились международные организации и посольства других стран. Так, правозащитная группа Human Right Watch отметила, что запрет «пропаганды ЛГБТ» станет нарушением международных обязательств Казахстана в сфере защиты прав человека, в частности запрета дискриминации и свободы слова, и призвала «отклонить эту дискриминационную и стигматизирующую петицию». С аналогичными заявлениями выступили эксперты ООН, послы США и Великобритании.
В августе 2024 года стало известно, что правозащитные организации Казахстана намерены обжаловать решение Минкульта о частичном удовлетворении петиции. Активисты считают, что требования, изложенные в тексте петиции, являются «грубейшим нарушением прав человека». Министерство в своем ответе ссылается лишь на международный опыт таких государств, как Россия, Китай, Нигерия, Грузия, Польша и Венгрия, где происходят систематические нарушения прав квир-людей. При этом примеров международной практики стран, поощряющих уважение прав человека, в официальном решении нет.

## Военная служба
ЛГБТ-людям разрешено открыто служить в армии.

## Общественное мнение
ЛГБТ-люди в Казахстане сталкиваются с дискриминацией по причине их сексуальной ориентации или гендерной идентичности в течение их повседневной жизни. Негативное отношение к ЛГБТ-людям проявляется в виде социальной изоляции, издевательств и насилия; всё это часто приводит к нанесению физического, психологического и эмоционального вреда. Для того, чтобы избежать негативного к себе отношения, многие ЛГБТ-люди вынуждены скрывать свою сексуальную ориентацию и/или гендерную идентичность почти от всех людей. Большинство из них считают необходимым скрывать свою сексуальную ориентацию и/или гендерную идентичность от коллег по работе, чтобы сохранить своё рабочее место и избежать враждебности со стороны начальства и коллег.
Исследования показывают, что казахстанцы, имеющие в окружении ЛГБТ-людей — друзей, коллег или родственников — выражают заметно более толерантное отношение к ним. Наличие личного контакта снижает уровень предрассудков и способствует более позитивному восприятию. Это связано с разрушением стереотипов через живой опыт общения, а не абстрактные представления. Авторы подчёркивают, что просвещение и открытый диалог играют ключевую роль в снижении уровня стигматизации ЛГБТ+ в обществе.
С начала века различные организации Казахстана проводят исследования, посвящённые отношению общества к представителям ЛГБТ. Так, например, в 2010 году Фонд Сорос-Казахстан подготовил отчёт о правовом положении сексуальных меньшинств в республике. Согласно его результатам, в Казахстане широко распространены гомофобия, трансфобия и гетеросексизм: большинство опрошенных фондом квир-респондентов оценило отношение казахстанского общества к себе как негативное (81,2 %); 74,5 % уверены, что так же общество относится и к трансгендерам.
Межнациональные исследования Чикагского университета, проведённое в 2011 году, показало, что тенденция к толерантному отношению к ЛГБТ-людям замедлилась и ухудшилась в России и других бывших республиках СССР, что идёт вразрез с мировыми тенденциями.
Вопросы по отношению общества к квир-людям также были включены в опросник седьмой волны Всемирного обзора ценностей — исследовательского проекта, изучающего ценности и их воздействие на социальную и культурную жизнь общества в разных странах. Так, по 10-балльной шкале, где 1 означает «никогда неоправданно», а 10 — «всегда оправданно», средняя степень оправданности однополых отношений в казахстанском обществе составляет 2,2. При этом 73,4 % респондентов также указали, что не хотели бы иметь в качестве соседей представителей негетеросексуальной ориентации.
Основанный государством Казахстанский институт общественного развития в исследовании 2022 года отметил, что 86,7 % опрошенных выразили отрицательное мнение к однополым отношениям, при этом негативная установка к указанной модели отношений наблюдалась мужчинами и женщинами всех когортных групп.
В начале 2024 года Евразийская коалиция по здоровью, правам, гендерному и сексуальному многообразию представила «Национальный отчёт о нарушении прав ЛГБТ-людей и МСМ в Казахстане», в котором также подчёркивается высокий уровень стигматизации квир-людей в республике. Специалисты задокументрировали 83 случая нарушения прав представителей ЛГБТ+ в Казахстане в 2023 году: 54,2 % нарушений совершили частные лица, тогда как почти в 20 % случаев нарушителями прав ЛГБТ-людей стали представители правоохранительных органов. В 14,5 % зафиксированных кейсах, включая раскрытие положительного статуса ВИЧ посторонним, права квир-людей были нарушены медицинскими работниками.

## Дискриминация
Представители ЛГБТ-сообщества в Казахстане сталкиваются с высоким уровнем негативных стереотипов и социальных предрассудков, как и в других постсоветских странах.
Министр обороны РК Адильбек Джаксыбеков сказал, что гомосексуальность препятствует прохождению воинской службы в Вооружённых силах, других войсках и воинских формированиях страны. Депутат мажилиса Каирбек Сулейменов заявил, что в Казахстане нужно создавать механизмы противодействия таким тенденциям, активно развивающимся в Западной Европе, как однополые браки.
«Есть ночные клубы, их кто проверяет и кто туда вообще ходит? Мы, депутаты, иногда хотим что-то провести для молодёжи, но не можем арендовать эти здания — нам не дают, а им — пожалуйста. Мы считаем, что это ненормальная политика западных стран. Мы должны защищаться от этого», — говорит Бахытбек Смагул, депутат.
Депутат Алдан Смайыл сказал: «Если мы сейчас не примем меры, мы это не остановим. В Алма-Ате уже 20 гей-клубов, в Астане 4 клуба! Это что за позор?! Будем ждать реакции правительства на предложение. Если её не будет, то мы, депутаты, должны будем озвучить этот вопрос. Надо принять закон, который позволит считать их преступниками». По мнению Алдана Смаила в Казахстане 240 тысяч геев и лесбиянок. Поводом для беспокойства депутата стало публичное бракосочетание и свадьба двух девушек в Караганде. Открыто заявивший о своей гомосексуальности житель Шымкента был вынужден из-за оскорблений и унижений соседей и знакомых покинуть город и переехать в Москву. В 2010 году в Караганде убит лидер организации, защищавшей права ЛГБТ-людей.
26 ноября 2013 были подвергнуты преследованию создатели проекта oktobegay.kz. Сам проект был закрыт при участии прокуратуры города Алма-Аты, Министерство образования и науки Казахстана. Представители ведомства объявили сайт незаконным и направили официальный запрос в Министерство культуры и информации с предложением заблокировать портал oktobegay.kz Два казахстанских депутата Алдан Смайыл и Бахытбек Смагул направили запросы в Генеральную Прокуратуру и к Премьер-Министру Республики на предмет принятия срочных мер. По словам представителя прокуратуры, «пропаганда гомосексуализма, размещённая на портале нарушает права детей согласно закону „О правах ребёнка в Республике Казахстан“».
16 мая 2014 года прошла акция противников геев в Алма-Ате. Около 80 человек митинговали у алма-атинского гей-клуба.
В августе 2014 года разгорелся скандал из-за рекламного постера с изображением целующихся Курмангазы и Пушкина наподобие известного граффити «Братский поцелуй». Консерватория имени Курмангазы потребовала от рекламного агентства 34 миллиона тенге (около 184 тысяч американских долларов) за «моральный ущерб». Суд полностью удовлетворил требование обвинителя. Директору рекламного агентства Дарие Хамитжановой пришлось эмигрировать на Украину, а рекламное агентство самоликвидировалось.
5 ноября 2019 года кыргызстанская ЛГБТ-организация «Лабрис» совместно с казахстанскими ЛГБТ-правозащитниками планировали провести встречу, посвящённую правам человека в комплексе, который предоставляет конференц-залы и часто используется правозащитными организациями, включая ЛГБТ-правозащитников, для такого рода мероприятий. Было забронировано место и проведена оплата, однако на этапе финализации формальностей руководству комплекса стало известно, что заказчиком выступает ЛГБТ-организация. В итоге за несколько дней до мероприятия комплекс снял бронь, фактически сорвав мероприятие. В своём официальном ответе представители комплекса заявили, что их заведение «специализируется на семейном отдыхе, а также придерживается традиционных семейных традиций», кроме того, они заявили, что якобы «движение ЛГБТ незаконно на территории Казахстана».

### Цензура ЛГБТ в СМИ и интернете в Казахстане
С 2022 года в стране активизировались государственные и общественные инициативы, направленные на ограничение упоминаний и распространения ЛГБТ-информации:
- 2022: отказ в прокате фильма Lightyear из-за сцены с однополым поцелуем[67].
- 2024: депутатами предложено внести запрет на любые СМИ-упоминания о ЛГБТ, а также ввести уголовную ответственность за «пропаганду нетрадиционных отношений».[источник не указан 28 дней]
- Февраль 2024: был заблокирован сайт SelfTanu.kz, предназначенный для ЛГБТ-подростков, под предлогом защиты детей от вредной информации[68].
- Июнь 2024: направлена в Минкульт петиция за запрет «ЛГБТ-пропаганды»; власти инициировали изучение влияния таких материалов на детей[69].
- Июне 2024: в Казахстане был заблокирован сайт QETIR-Q KZ — цифровая платформа, освещавшая вопросы ЛГБТ+, квир-культуры и социальной справедливости. Платформа подверглась цензуре без официального уведомления, а доступ к ней оказался ограничен на территории страны[70].

## ЛГБТ-активизм
Проводятся театрализованные ЛГБТ-постановки, художественные выставки, в частности на выставке в 2017 году на картине был изображён казахский батыр-гей, по мнению художника, картина символизирует, что предки казахов поддерживают гей-сообщество в настоящем.
В стране осуществляет свою деятельность фонд «Community», ЛГБТ-объединение «Калейдоскоп», Feminita и KazFem, которые 8 марта 2017 года на центральной улице провели «Марш равенства» при поддержке и с разрешения городской администрации города Алма-Аты. Активисты (руководители) таких сообществ не раз бывали на гей-парадах за рубежом, где поднимали государственный флаг Казахстана, а также некоторые из них в прошлом участвовали в несогласованном митинге против девальвации.

## ЛГБТ-организации
- Общественный Фонд «Адали» (Алма-Аты) †
- ОМОО «AS АКТИВ» (Архивная копия от 16 мая 2020 на Wayback Machine) (Усть-Каменогорск) †
- Казахстанская феминистская инициатива «Феминита» (Архивная копия от 29 января 2018 на Wayback Machine)
- Инициативная группа «Alma-TQ»
- ЛГБТ-объединение #Калейдоскоп (Архивная копия от 23 августа 2019 на Wayback Machine) †
- ЛГБТ-портал о жизни казахстанского сообщества «Kok.team» (Архивная копия от 24 марта 2017 на Wayback Machine)[81] †
- Инициатива QUEER KZ (безопасное пространство)
- Инициатива Education Community

† — прекратившие работу или неактивные

## Сводная таблица
| Тип | Статус |
| --- | --- |
| Однополые сексуальные отношения законы                                                                       | (С конца 1997 года де-факто по всей стране, с 1998 года де-юре по всей стране; лесбиянство никогда не было вне закона) |
| Равный возраст согласия (16 лет)                                                                             | (С 1997 года) |
| Антидискриминационные законы в сфере занятости                                                               | (С 2022 года; открытый список причин, по которым запрещена дискриминация в сфере труда)                                |
| Антидискриминационные законы при предоставлении товаров и услуг                                              | |
| Антидискриминационные законы во всех других областях (включая косвенную дискриминацию, разжигание ненависти) | |
| Однополые браки                                                                                              | |
| Признание однополых пар                                                                                      | |
| Усыновление пасынка однополыми парами                                                                        | |
| Совместное усыновление однополыми парами                                                                     | |
| ЛГБТ разрешено открыто служить в армии                                                                       | (С 2022 года) |
| Право изменить юридический пол в документах                                                                  | (С 2003 года; с разрешения комиссии врачей, требуется операция, стерилизация)                                          |
| Доступ к ЭКО для лесбиянок                                                                                   | |
| Коммерческое (платное) суррогатное материнство для гей-пар                                                   | (Как альтруистическое, так и коммерческое суррогатное материнство не запрещено гетеросексуальным парам)                |
| МСМ разрешено сдавать кровь                                                                                  | |